# Hans Gren
Hans Gren, född 2 oktober 1957 i Göteborg, är en svensk fotbollstränare, som i flera perioder har tränat Gais. Han har även varit assisterande tränare för Malmö FF samt huvudtränare för Östers IF och IK Brage. 

## Tränarkarriär
Gren var åren 1993–1994 assisterande tränare under B-A Strömberg i Gais, och 1997–1998 var han huvudtränare för klubben. Efter några år på lägre nivå, som tränare i Åsa och Kållered, återvände han till Gais, där han blev assisterande tränare till Roland Nilsson åren 2004–2007 och var med om att ta upp Gais i allsvenskan igen genom en tredjeplats i superettan 2005 och ett lyckat kval mot Landskrona BoIS. Efter säsongen 2007 köptes Nilsson och Gren loss från sina kontrakt och gick till Malmö FF.
Efter att Gren efter säsongen 2009 uttryckt att han känt sig mogen att ta sig an ett lag som huvudtränare fick han i januari 2010 sparken av Malmö FF. Gren sade sig själv ha blivit överraskad över beslutet. Enligt andra uppgifter fanns det ett missnöje bland spelarna gentemot Gren, vilket skulle ha varit en bidragande orsak till att han fick gå.
Gren tog i september 2010 över Östers IF i superettan efter att Ludwig Ernstsson fått sparken, Efter att ha räddat klubben kvar i superettan fick han dock sluta efter säsongen 2010.
I juli 2011 blev Gren ny huvudtränare för IK Brage, men han fick sparken i oktober samma år efter påtryckningar av spelarna.